# فلور اند دکور
فلور اند دکور (انگلیسی: Floor & Decor) شرکت لوازم خانگی آمریکایی است، که در سال ۲۰۰۰ تأسیس شد.